# Vacatio legis
In giurisprudenza e in diritto, la locuzione latina vacatio legis, genericamente traducibile come "mancanza della legge", indica una condizione di non vigenza di una norma, sia perché ve ne sia una già emanata e che debba ancora entrare in vigore (per decorso del prescritto tempo ovvero per non ancora intervenuta ratifica o comunque perfezionamento della richiesta procedura), sia perché si conosca o comunque percepisca la necessità di regolamentazione di una materia per la quale, nel periodo considerato, non vi siano norme vigenti.
La vacatio legis è un periodo di tempo (generalmente di 15 giorni) che intercorre tra la pubblicazione e l'entrata in vigore della norma.

## In Italia
Specificamente, l'ordinamento giuridico italiano precisa che ordinariamente "le leggi e i regolamenti divengono obbligatori nel decimoquinto giorno successivo a quello della loro pubblicazione, salvo che sia altrimenti disposto" ("preleggi", art. 10 - Inizio dell'obbligatorietà delle leggi e dei regolamenti). Nell'ordinario procedere, dunque, il diritto italiano richiama attraverso il differimento della vigenza la superiore esigenza di conoscibilità della legge, consentendo che nel tempo in cui la norma resta vacante ciascun cittadino possa, con l'ordinaria diligenza, prenderne compiuta nozione al fine di essere pronto ad applicarla correttamente sin dalla data di entrata in vigore. Alcune correnti di dottrina aggiungono inoltre che la vacanza possa leggersi anche alla stregua di un disposto tenuemente compensativo del principio per il quale ignorantia legis non excusat, e in questa visione il tempo per l'apprendimento corrisponderebbe alla tutela offerta al cittadino per bilanciare equitativamente l'inesorabile "imminente immanenza" della norma stessa. Fra i destinatari della norma, vi sono certamente anche coloro cui spetta di garantirne l'applicazione, per esempio le forze di polizia o altri tipi di enti, e pertanto la vacanza vale anche di ausilio pratico per ottimizzare le strutture e i mezzi delle amministrazioni onde poter operativamente far fronte alle nuove esigenze con l'opportuna preparazione teorica e pratica.

## Sunset clause
Nella prassi si hanno poi anche i casi di norme a termine, la cui validità viene a decadere per raggiunta decorrenza di previsti termini temporali (ad esempio per il tipo di norma o di fonte emanante), e delle quali in genere il rinnovo è tassativamente condizionato a un'eventuale nuova espressione normativa; in simili casi si ha vacanza quando, per esempio, la norma rinnovatrice tardi a confermare il disposto della norma precedente e la sua entrata in vigore non risulti continuativa rispetto alla decadenza di quella (si tende a includere in questo tipo di evenienza anche la ritardata conversione in legge di un decreto legge, magari verificatasi per successiva promulgazione della legge parzialmente emendante l'originario decreto).

## Nel diritto canonico della Chiesa cattolica
Nel diritto canonico della Chiesa cattolica, per le leggi universali o  generali valide per tutta la Chiesa cattolica), intercorrono tre mesi tra la data di promulgazione /pubblicazione negli' 'Acta Apostolicae Sedis, che sono la "Gazzetta Ufficiale" del Vaticano, e l'entrata in vigore.
La norma può, tuttavia, stabilire una vacanza più lunga oppure l'immediata entrata in vigore se la materia lo richiede.

## Dottrina
Il tema della vacatio legis origina diverse problematiche in ordine alla valutazione giuridica degli atti e dei fatti i cui momenti di avveramento si situino all'interno del periodo di non vigenza della norma; buona parte dei problemi originati si rivela ex post, in sede di contenzioso, quando ad esempio per le norme a termine si debba esaminare un comportamento conforme al disposto sia della norma precedente che di quella rinnovata, ma compiutosi nel periodo di vacatio, nel silenzio (vizio frequente) della nuova norma circa tali ipotesi. In generale, per effetto della combinata considerazione di norme generali (ad esempio costituzionali), la valutazione non può, se non in casi numericamente assai limitati, ricondursi alla semplice registrazione di assenza di norma cogente, ma si addensano invece spesso, intorno ai casi esaminati, considerazioni di altra natura che rendono la vacatio origine di complesse riflessioni.
Per le norme penali, si noti che il principio dell'irretroattività della norma penale governa con assoluta priorità tutte le questioni inerenti, solo articolato dall'altrettanto rilevante nozione del "favor rei". Per questo, non è inconsueto assistere alla riduzione dei tempi di vacanza della legge penale (sino all'immediatezza dell'entrata in vigore nei casi più gravi) nel caso di inasprimenti della considerazione giuridica di talune fattispecie socialmente reputate come più profondamente o urgentemente rilevanti, e ciò al fine di evitare che, in attesa dell'entrata in vigore di norme che sanciscano la più pesante riprovazione ordinamentale, taluni possano intanto freneticamente dedicarsi, con partecipata intenzione e probabile dileggio dell'ordinamento, alla commissione di fatti già considerati come illecito (poiché la norma è già stata emanata), ma non ancora sanzionabili a causa della vacatio. Viceversa, nel caso di alleviamento del trattamento sanzionatorio, per depenalizzazione o per obsolescenza dell'intento penale, l'eventuale vacatio risulterebbe deprivata di significato, essendosi già modificata con la produzione della norma la posizione dell'ordinamento dinanzi alla fattispecie, e spesso infatti le norme di questo tenore hanno vigenza immediata oppure prevedono immediata esclusione di imputabilità (o almeno di punibilità). Va ricordato infine, per ossequio alla tradizione accademica, che taluni docenti sogliono "ammonire" che nella vacatio di provvedimenti di indulto e amnistia, i cancelli restano ben serrati.
Nella dialettica dottrinale, politica e sociale, invece, la locuzione esprime la necessità o almeno l'invocazione di un intervento legislativo su una materia per la quale stia montando la sensibilità civica o comunque dei gruppi di riferimento. In questo senso si parla dunque di "vacatio" quando la produzione di una norma è ritenuta necessaria per fornire una regolamentazione su argomenti di fatto affidati all'incertezza. È sovente il caso degli ambiti relazionali innovativi, per i quali non siano sufficienti le norme preesistenti, ovvero non se ne possano applicare analogicamente con risultati soddisfacenti, come per esempio per le materie legate a Internet, per le quali inizialmente si ritenne di poter applicare estensivamente le norme sulla corrispondenza e sulla telefonia le quali, secondo alcuni, non sarebbero adeguate alle concrete bisogne. Per queste tematiche, non si ha, di regola, alcun riferimento di rilevanza giuridica, bensì un mero moto sociale (che ancorché aggregativo o collettivo non mai travalica il limite della proposta d'indirizzo normativo), di cui il legislatore potrà eventualmente tener conto, nel caso producendo norme che solo allora potranno incontrare la competenza dei giuristi. Fa eccezione, ma per punto accademico, più che per ortodossia modale, il caso delle interpretazioni autorevoli, in genere giurisprudenziali, che rilevino a cagione della loro medesima funzione che per l'armonia e la coerenza dell'ordinamento risultino mancare determinate norme; ad esempio, nei noti giudizi con i quali la Corte Costituzionale rileva fondata una eccezione di costituzionalità di una norma che giudica incompleta, indicando il fallo normativo "nella parte in cui non prevede...". Secondo alcuni ricercatori si tratterebbe in simili casi di "riconoscimento giuridico di vacatio", ma la questione diviene nei fatti nominalistica.